# Reaktor S8G
S8G – amerykański reaktor ciśnieniowy chłodzony wodą (PWR) oparty na systemie naturalnej cyrkulacji chłodziwa zamiast cyrkulacji wymuszonej przez pompę. W nazwie, S – oznacza okręt podwodny, 8 symbolizuje ósmą generację konstrukcji, zaś G oznacza producenta – General Electric. Reaktory tego typu są częścią siłowni okrętów podwodnych typu Ohio.